# 泡沫细胞

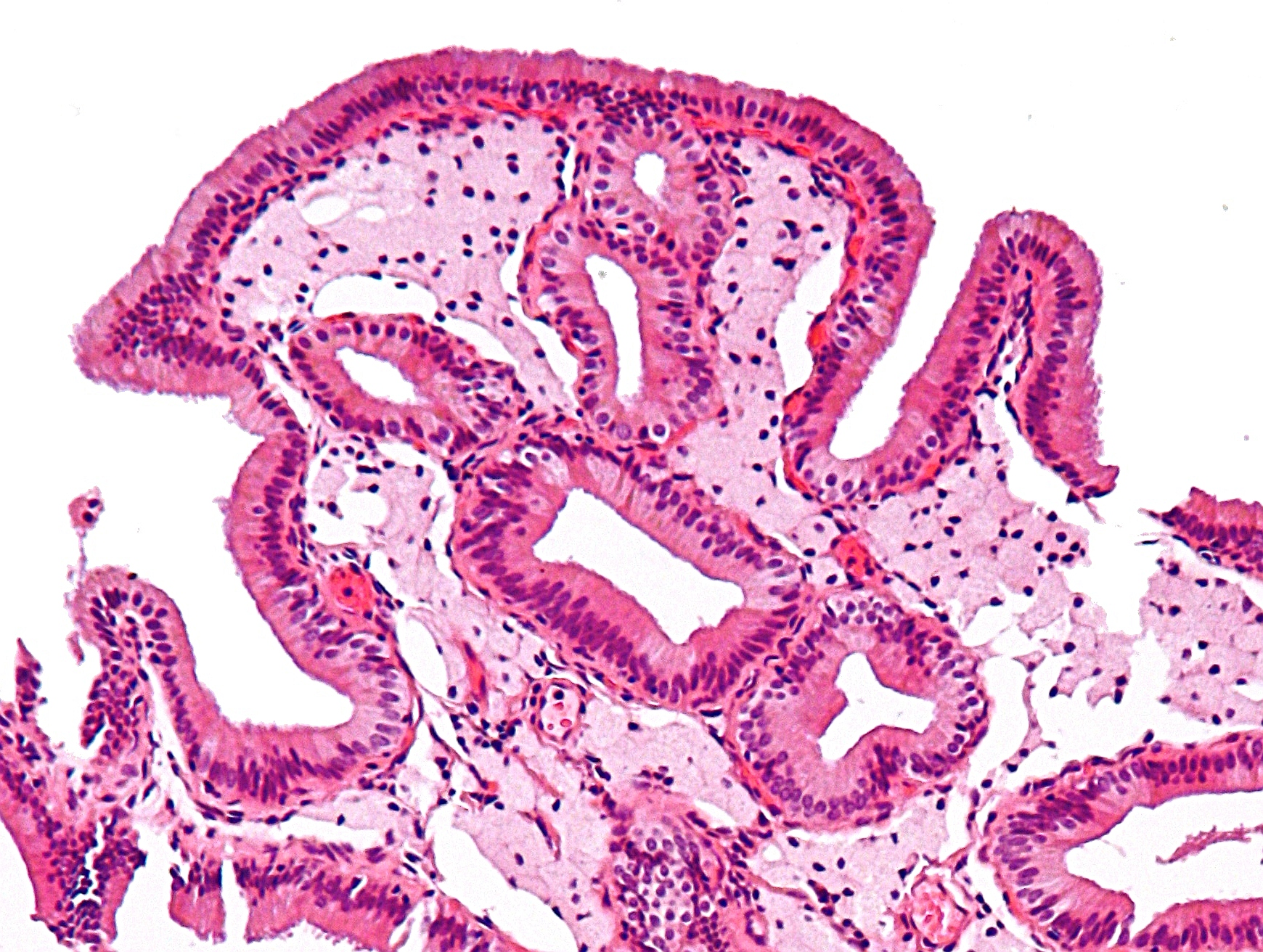
泡沫细胞

泡沫细胞是一种含有大量脂肪的巨噬细胞。泡沫细胞是导致动脉硬化的一种原因，并可能导致心脏病和脑梗塞。

## 形成
当低密度脂蛋白穿过动脉内膜进入血管壁之间时，胆固醇会在那里堆积。当胆固醇堆积足够时，血管内膜的内皮细胞会释放激素招引单核细胞，单核细胞进而分化为巨噬细胞。巨噬细胞吞噬了被自己产生的自由基氧化的胆固醇并试图把脂肪消化掉。在巨噬细胞中堆积的脂肪使细胞成为泡沫细胞。